# IPhone SE (3e génération)
Pour les articles homonymes, voir IPhone SE.
 (mars 2022).
Si vous disposez d'ouvrages ou d'articles de référence ou si vous connaissez des sites web de qualité traitant du thème abordé ici, merci de compléter l'article en donnant les références utiles à sa vérifiabilité et en les liant à la section « Notes et références ».
L'iPhone SE de troisième génération (également connu sous le nom d'iPhone SE 3 ou d'iPhone SE 2022) est un smartphone de la troisième génération de l'iPhone SE, annoncé le 8 mars 2022. Les précommandes ont commencé le 11 mars 2022, et le téléphone est commercialisé le 18 mars 2022.
Il est désormais compatible avec la 5G, il a un design quasiment identique à celui de son prédécesseur, celui de l'iPhone 8, mais intègre un nouveau processeur, celui de l'iPhone 13 (la puce A15 bionic).

## Fin de commercialisation
Du fait de la réglementation européenne relative aux chargeurs qui doivent être en USB-C, l'iPhone SE 3 a été retiré de la vente le 28 décembre 2024 en Europe. L’iPhone 16e lui succède le 28 février 2025.

## Composition

### Écran
Le smartphone est doté du même écran Retina HD que celui de l'iPhone 8 et l’iPhone SE 2, utilisant la technologie IPS avec True Tone et une large gamme de couleurs (Display P3). L'écran a une résolution de 1 334 × 750 pixels de 4,7 pouces comme ses prédécesseurs.

### Appareil photo
L'IPhone SE possède un objectif de 12 mpx (ouverture: f/1,8) avec un zoom numérique x5. Il inclut la HDR 4, une mise au point automatique ainsi qu'une stabilisation optique de l'image.

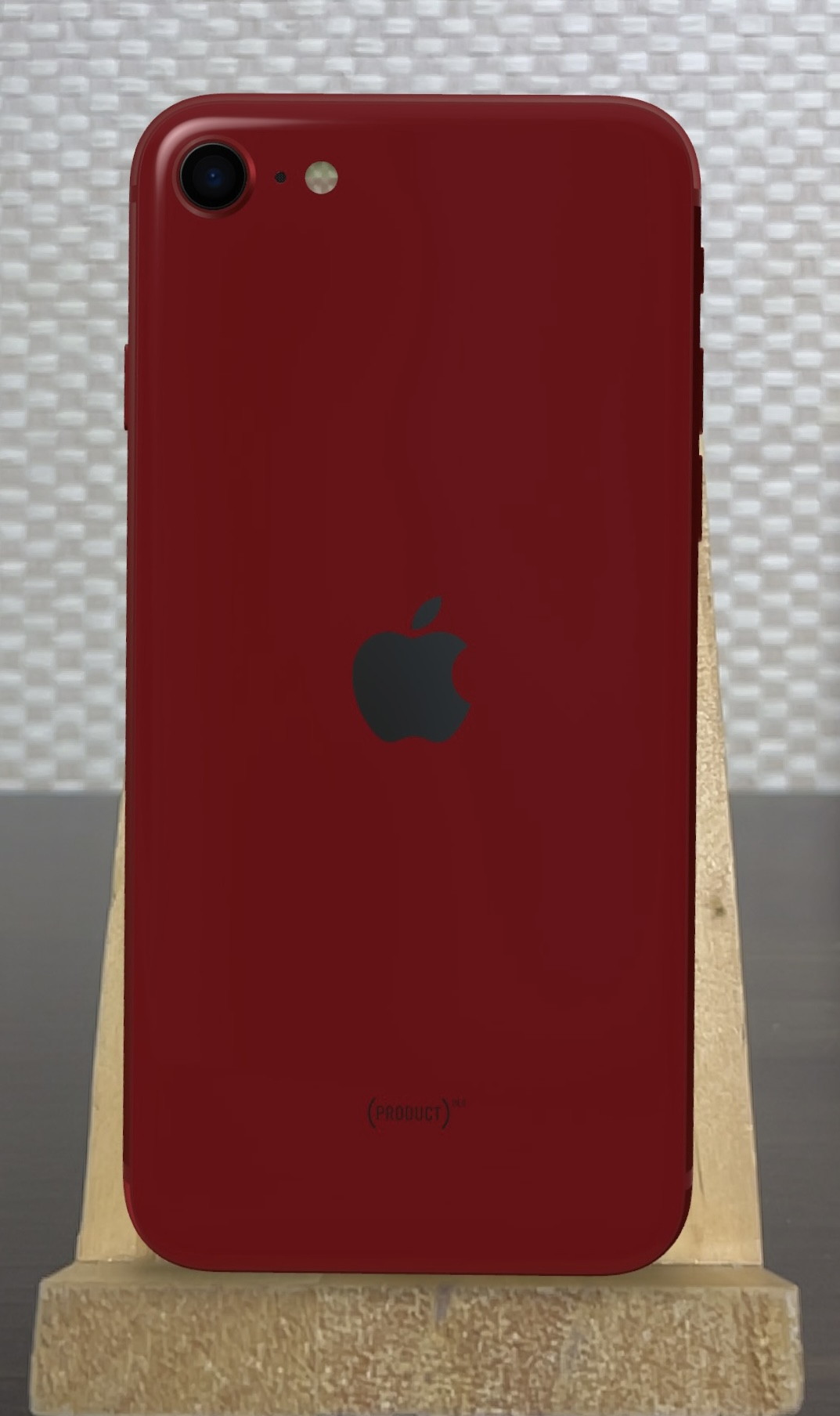
Face arrière de l’iPhone SE 3

### Processeur et mémoire

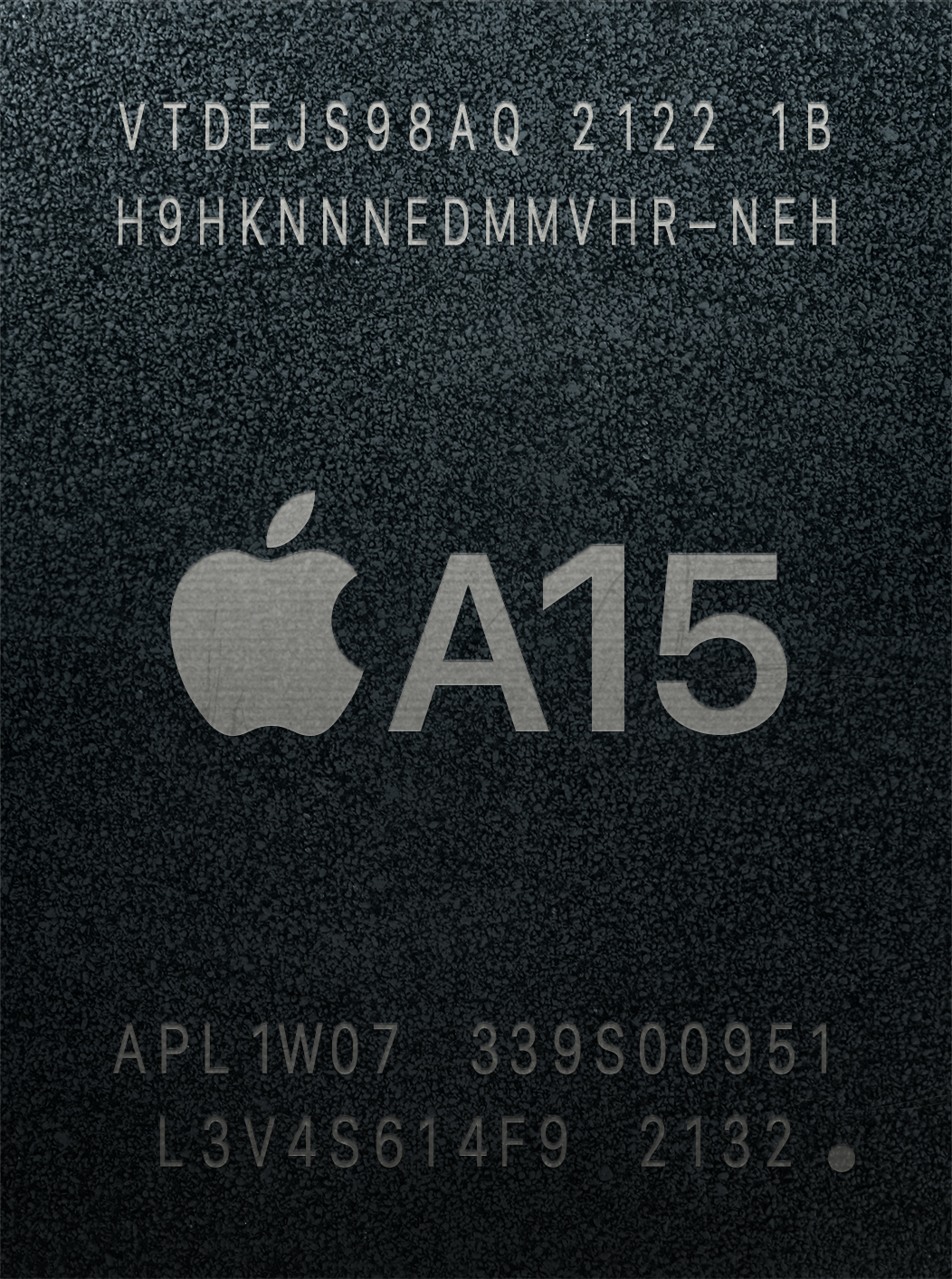
Vue de la puce A15 Bionic utilisée sur l’iPhone 13, iPhone 13 Pro et l’iPhone SE 3

L'iPhone SE de troisième génération comporte une puce A15 bionic possédant un CPU de 4 cœurs énergétiques et 2 cœurs performance ainsi qu'un GPU de 4 cœurs. Ce dernier possède 4 Go de RAM.

## Conception
Il est doté d'un cadre en aluminium, associé une face avant et arrière en verre. Il partage les mêmes tailles et dimensions physiques que l'iPhone 8 et l’iPhone SE 2, à l'exception du type du verre (il possède le même verre que l’iPhone 13)
L'iPhone SE est disponible en trois couleurs : Minuit, Blanc, et une édition Product Red

## Logiciel
Il est fourni avec iOS 15 et est compatible avec la dernière version de iOS 26.